# Angerhof (Herrieden)
Angerhof (früher auch Karbach genannt) ist ein Gemeindeteil der Stadt Herrieden im Landkreis Ansbach (Mittelfranken, Bayern). Angerhof liegt in der Gemarkung Elbersroth.

## Geographie
Das Einöde liegt am Charbach, einem rechten Zufluss der Wieseth, und ist mittlerweile in der Feuchtwangener Straße des Gemeindeteils Elbersroth aufgegangen. 0,75 km südlich des Ortes liegt das Gräbenwindener Holz, ca. 0,5 km südwestlich erhebt sich der Hirschberg. Eine Gemeindeverbindungsstraße führt nach Elbersroth zur Kreisstraße AN 36 (0,3 km nördlich) bzw. zur AN 37 (0,8 km südlich).

## Geschichte
Angerhof lag im Fraischbezirk des ansbachischen Oberamtes Feuchtwangen. 1732 gab es einen Hof, der das eichstättische Vogtamt Aurach als Grundherrn hatte. An diesen Verhältnissen hatte sich bis zum Ende des Alten Reiches nichts geändert. Von 1797 bis 1808 unterstand der Ort dem Justiz- und Kammeramt Feuchtwangen.
Mit dem Gemeindeedikt (frühes 19. Jahrhundert) wurde Angerhof dem Steuerdistrikt Weinberg und der Ruralgemeinde Elbersroth zugeordnet. Im Zuge der Gebietsreform in Bayern wurde Angerhof am 1. Juli 1971 nach Herrieden eingemeindet.

## Einwohnerentwicklung
| Jahr      | 001818 | 001840 | 001861 | 001871 | 001885 | 001900 | 001925 | 001950 | 001961 | 001970 | 001987 |
| Einwohner | 7      | 10     | 10     | 7      | 10     | 10     | 15     | 19     | 7      | 5      | 6      |
| Häuser    | 1      | 2      |        |        | 2      | 2      | 2      | 2      | 2      |        | 2      |
| Quelle    | [ 10 ] | [ 11 ] | [ 12 ] | [ 13 ] | [ 14 ] | [ 15 ] | [ 16 ] | [ 17 ] | [ 18 ] | [ 19 ] | [ 1 ]  |

## Religion
Der Ort ist römisch-katholisch geprägt und bis heute nach St. Jakobus der Ältere (Elbersroth) gepfarrt. Die Einwohner evangelisch-lutherischer Konfession waren ursprünglich nach Christuskirche (Herrieden) gepfarrt, heute ist die Pfarrei St. Wenzeslaus (Wieseth) zuständig.